# 久喜菖蒲公園
久喜菖蒲公園（くきしょうぶこうえん）は、埼玉県久喜市河原井町および菖蒲町昭和沼に位置する、埼玉県営の都市公園（総合公園）である。

## 概要
久喜菖蒲工業団地の整備に合わせ、1977年（昭和52年）7月に完成した。昭和沼を囲うように整備され、久喜菖蒲工業団地のほぼ中央部に位置している。久喜市の河原井町と菖蒲町昭和沼にまたがる地区には、かつて昭和沼や河原井沼といわれていたクリーク（小川）の多い湿田地帯であったが、1970年（昭和45年）にこのクリークを集約し、31.3haの巨大な池を整備、周囲に165haの久喜菖蒲工業団地を造成した。現在、昭和沼の水は周囲の工場によって工業用水として利用されている。昭和沼の中には高さ34mの大規模な音楽噴水があり、30分毎に約10分間運転される。日没後にはこの噴水がライトアップされる。昭和沼の東（管理事務所の北方）に備前堀川へと通じる水路が設けられている。

## 施設・設備
- 管理事務所
- サイクリングロード
- 遊歩道
- 駐車場
- 休憩舎
- トイレ
- ボートデッキ
- 木製デッキ
- レストハウス
- 貸ボート・貸自転車
- 霧の噴水
- ブロンズ像
- 東公園芝生広場
- 音楽噴水
- ボーディングエリア
- 記念碑広場
- 自由釣り場
- 有料釣り場
- 浮島
- トイレ兼展望台
- 藤棚広場
- モニュメント
- 菖蒲池
- 西公園芝生広場

## 交通アクセス
- 久喜駅西口より久喜市内循環バスのりばにて「除堀・所久喜循環」に乗車、「久喜菖蒲公園」バス停下車すぐ。
- 久喜駅西口より大和バスにて管理センター行きに乗車、「久喜菖蒲公園」または「管理センター」バス停下車すぐ。
  - 　1-1 久喜菖蒲工業団地循環 管理センター行き
  - 　1-2 直行 管理センター行き
  - 　2-1 東京理科大学・清久工業団地経由 管理センター行き
- 東北自動車道久喜インターチェンジより埼玉県道3号さいたま栗橋線をさいたま市方向へ3km、工業団地入口交差点を右折。
- 国道122号関山交差点から埼玉県道3号さいたま栗橋線を久喜方向へ3km、工業団地入口交差点を左折。

## 駐車場
- 収容台数 300台

## 河原井沼・昭和沼

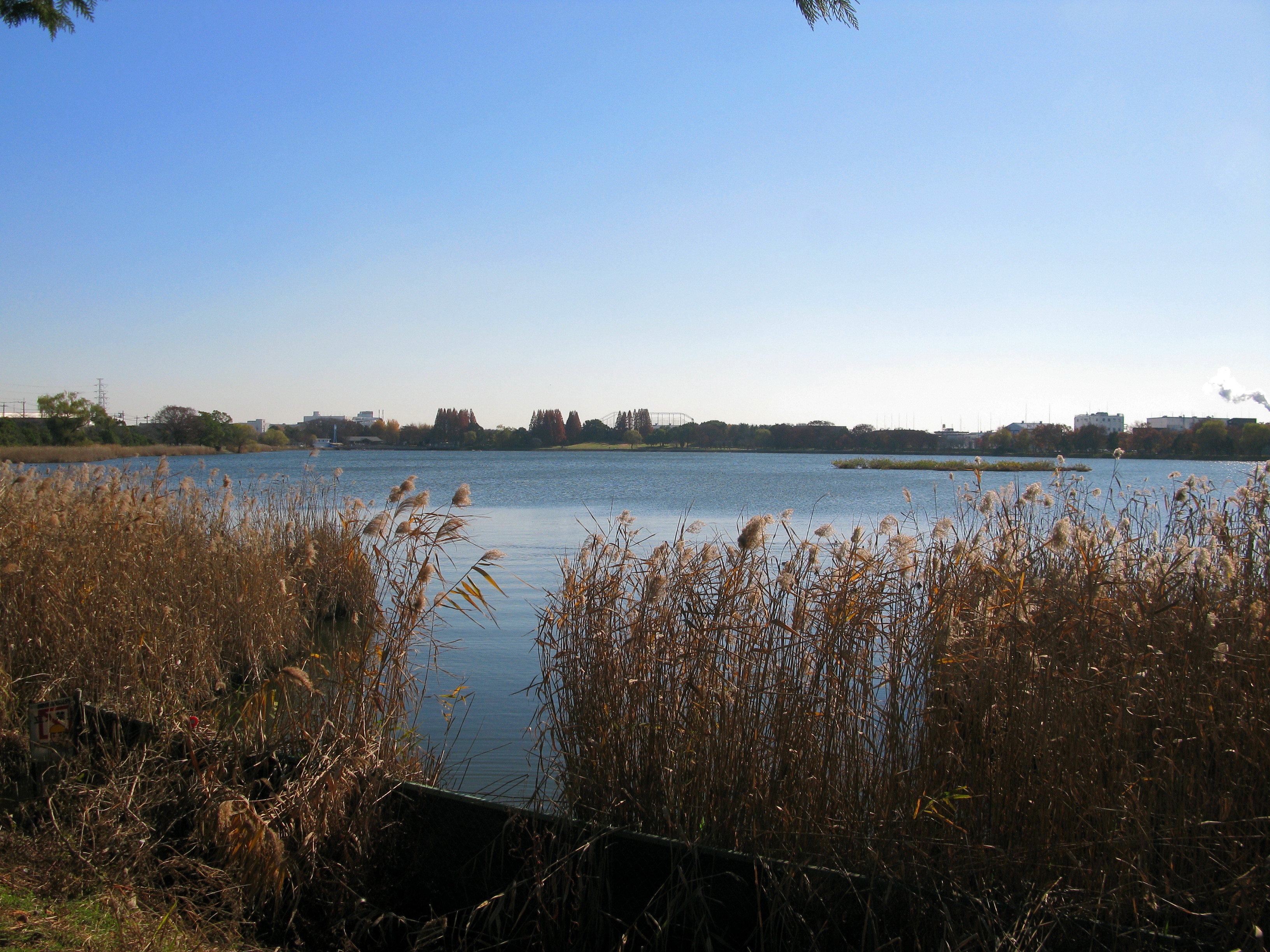
昭和沼（2011年12月）

河原井沼（かわはらいぬま）は開発される以前、長さ35町（約3.8km）・横16町（約1.7km）の広大な沼であった。河原井沼は上流からの悪水が落ち込む場所であるとともに、下流域では水源となる溜井の役割を果たしていた。当時流入していた主な河川としては古笊田堀・五ヶ村堀・外谷落・大蔵落であり、流出先は備前堀・庄兵衛堀川・爪田ヶ谷堀などであった。
1728年（享保13年）に見沼代用水の開削により豊富な水源の確保が可能になると、河原井沼や周辺の湖沼での新田開発が本格化した。河原井沼では1728年（享保13年）、井沢弥惣兵衛の指揮のもとに太田袋村の武助が出願人となり、主に周辺の台村・江面村・除堀村・原村・下早見村・所久喜村の村民が工事にあたり、新田開発が進められた。工事は主に流入・流出先の河川・水路の整備から始まったが、低湿地であったために縦35間（約63m）・横2間（約3.6m）の堀を幾重にも掘り、掘った土を積み上げて掘り上げ田を作る方式で新田を開発した。これらの新田は河原井沼周辺の6ヵ村に分配された。これらの新田は武助新田を除き幕府の天領として幕末まで維持された。
1966年（昭和41年）頃、この地域の工業団地造成計画が具体化し1977年（昭和52年）3月、9カ年を要し久喜菖蒲工業団地が整備され完成した。久喜菖蒲工業団地の造成時に現在の工業団地部分に盛り土をするため、河原井沼地区の中央部を掘削し用土を確保した。このために生まれたのが現在の久喜菖蒲公園中央部に所在する昭和沼（しょうわぬま）である。